# 肖恩·莫里森
肖恩·約瑟夫·莫里森（英語：Sean Joseph Morrison，1991年1月8日—）是英格蘭的一位足球運動員，在場上司職中後衛。現效力於英冠球隊洛達咸。他同時擁有代表英格蘭國家足球隊和愛爾蘭國家足球隊參賽的資格。

## 外部連結
- 足球数据库：肖恩·莫里森的球员统计数据
- Soccerway資料庫：肖恩·莫里森